# Usinger Schloss

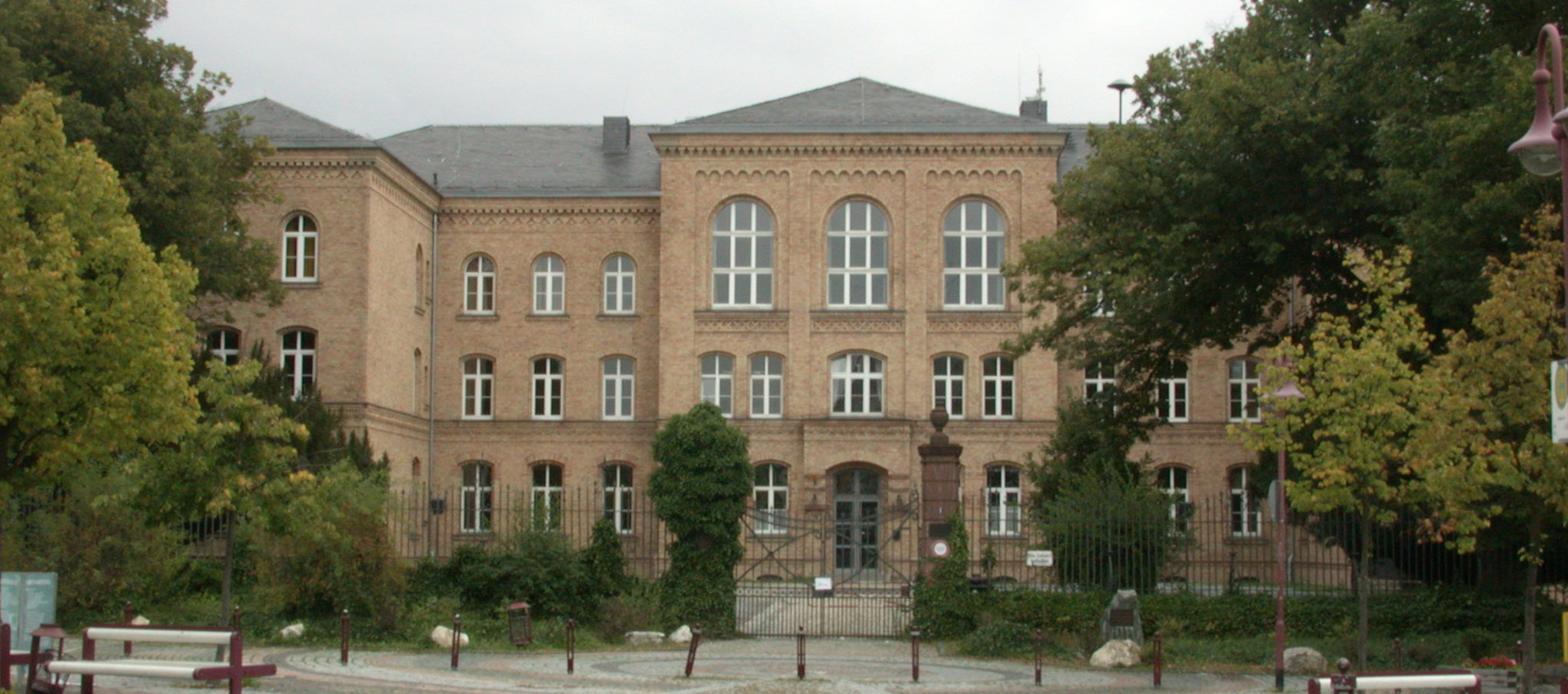
Der Hauptbau des Usinger Schlosses (heute Christian-Wirth-Schule)

Das Usinger Schloss ist ein ehemaliges Schloss in Usingen im Hochtaunuskreis in Hessen, das heute als Schule genutzt wird.

## Geschichte

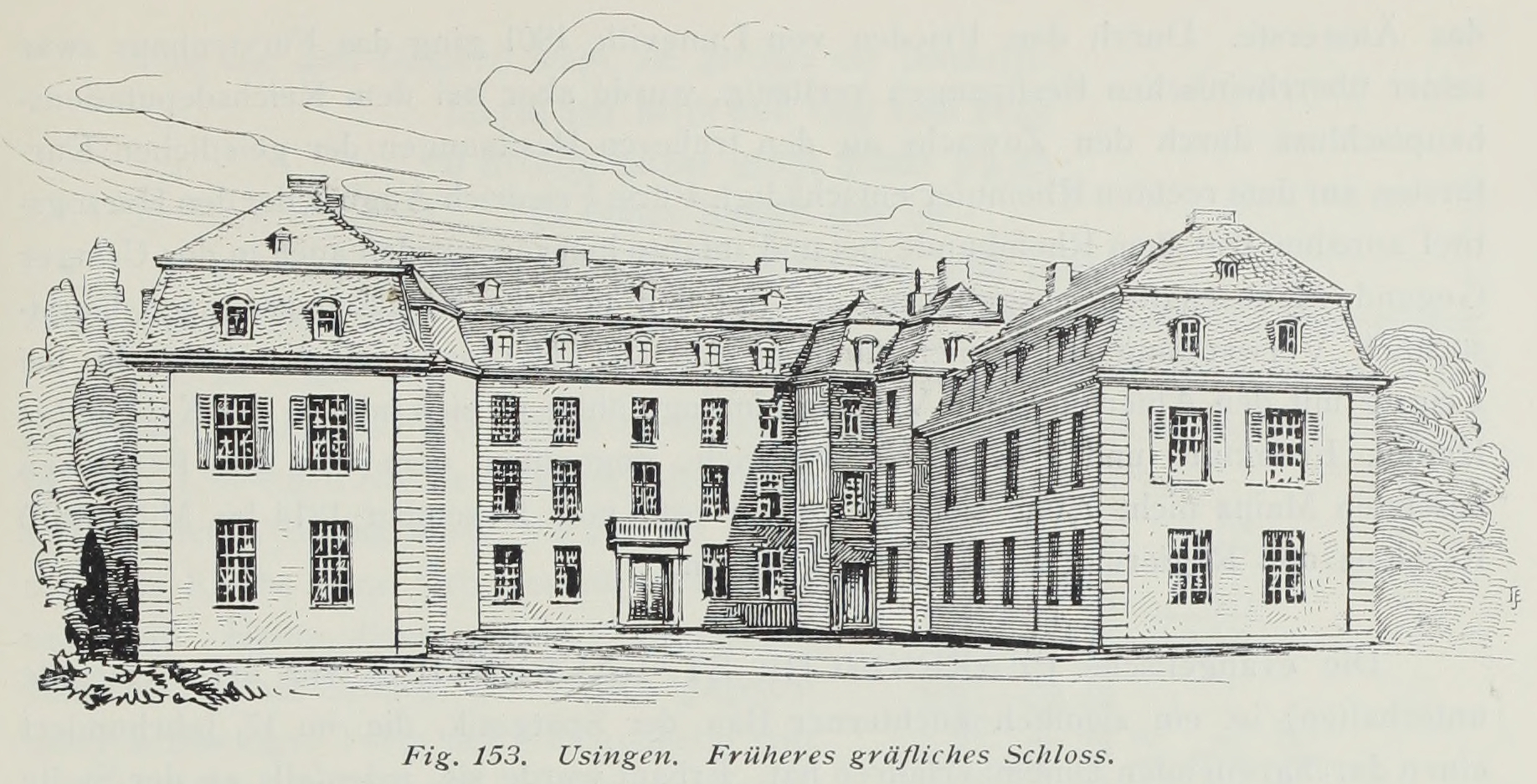
Ansicht des ehemaligen Schlosses um 1905, noch mit Mansardwalmdach

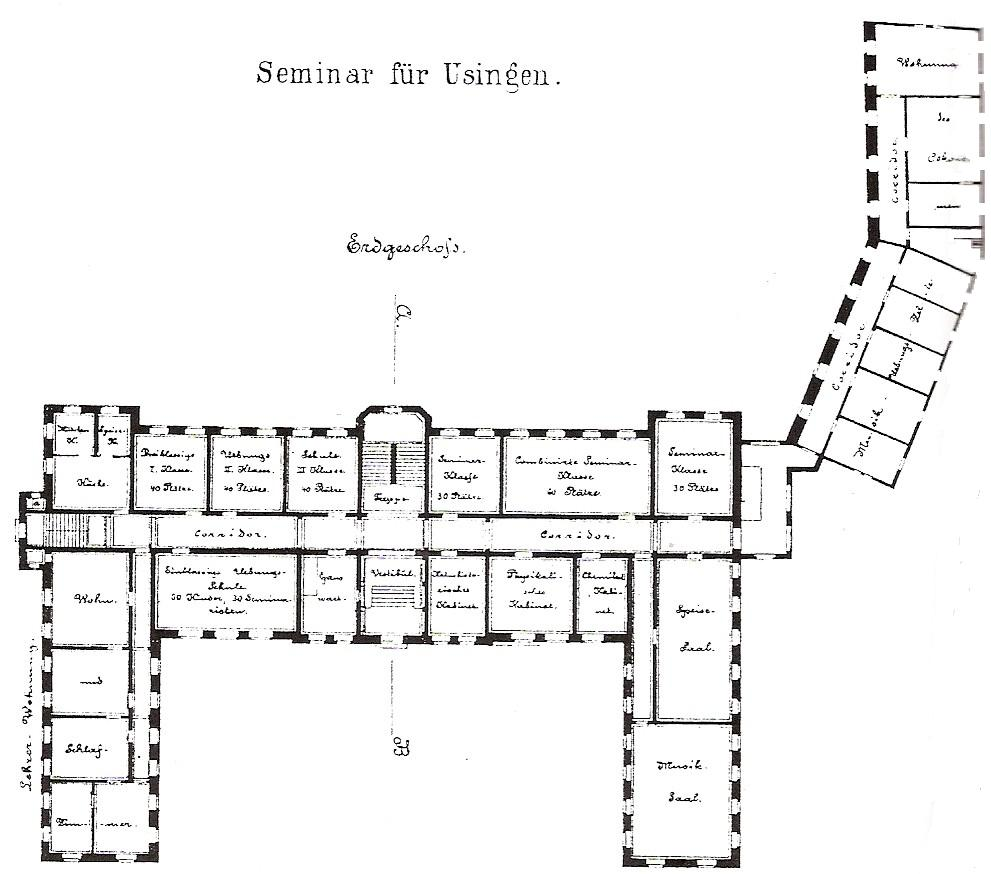
Baupläne von Schule und Schloss von 1877

Im Zentrum der Usinger Innenstadt befand sich bis zum 19. Jahrhundert das Usinger Schloss. Die genauen Ursprünge sind nicht eindeutig geklärt; als erster Wehrbau an diesem Ort ist ein unter Johann I. von Nassau-Weilburg errichtetes Burghaus aus dem 14. Jahrhundert überliefert. Fürst Walrad von Nassau-Usingen ließ an Stelle der alten Burg in den Jahren 1660 bis 1663 ein neues Schloss errichten. Im Stadtbrand von Usingen 1692 blieb das Schloss unzerstört. Der Architekt Friedrich Joachim Stengel (1694–1787) ließ es von 1733 bis 1738 im Auftrag von Fürstin Charlotte Amalie, der Witwe des Fürsten Wilhelm Heinrich I. von Nassau-Usingen, zu einer barocken Residenz umbauen.
Am 5. Januar 1873 vernichtete ein Großbrand das Schloss. Erhalten blieb nur der „Krumme Bau“, ein Nebengebäude des Schlosses, in dem der Lehrbetrieb des 1851 eingezogenen Lehrerseminars fortgesetzt wurde. An seiner Stelle entstand nach Plänen des Architekten Gustav Knoblauch ein preußischer Klinkerbau, der seit seiner Eröffnung 1879 unter anderem als Lehrerseminar und heute als Gymnasium genutzt wird (Christian-Wirth-Schule). Der Neubau war in Berlin umstritten. Ein Abzug des Lehrerseminars aus dem abgelegenen Usingen wurde in der Hauptstadt diskutiert. Nach deutlichen Protesten der Stadt wurde der Neubau jedoch genehmigt. Entgegen den ursprünglichen Plänen wurde der „Krumme Bau“, der ursprünglich 1730 von Werkmeister Jost Bager als Remise, Konditorei und Backhaus errichtet worden war, 1877 bis auf den Keller abgerissen. Direkt an die Schule grenzt der Usinger Schlossgarten. Der Schlossplatz trennt die Unterstadt im Süden von der Oberstadt im Norden.

## Nutzung als Bildungseinrichtung

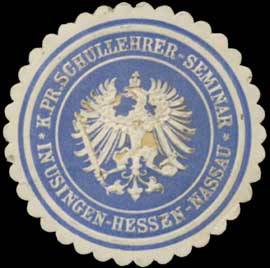
Siegelmarke des königlich preußischen Lehrerseminars

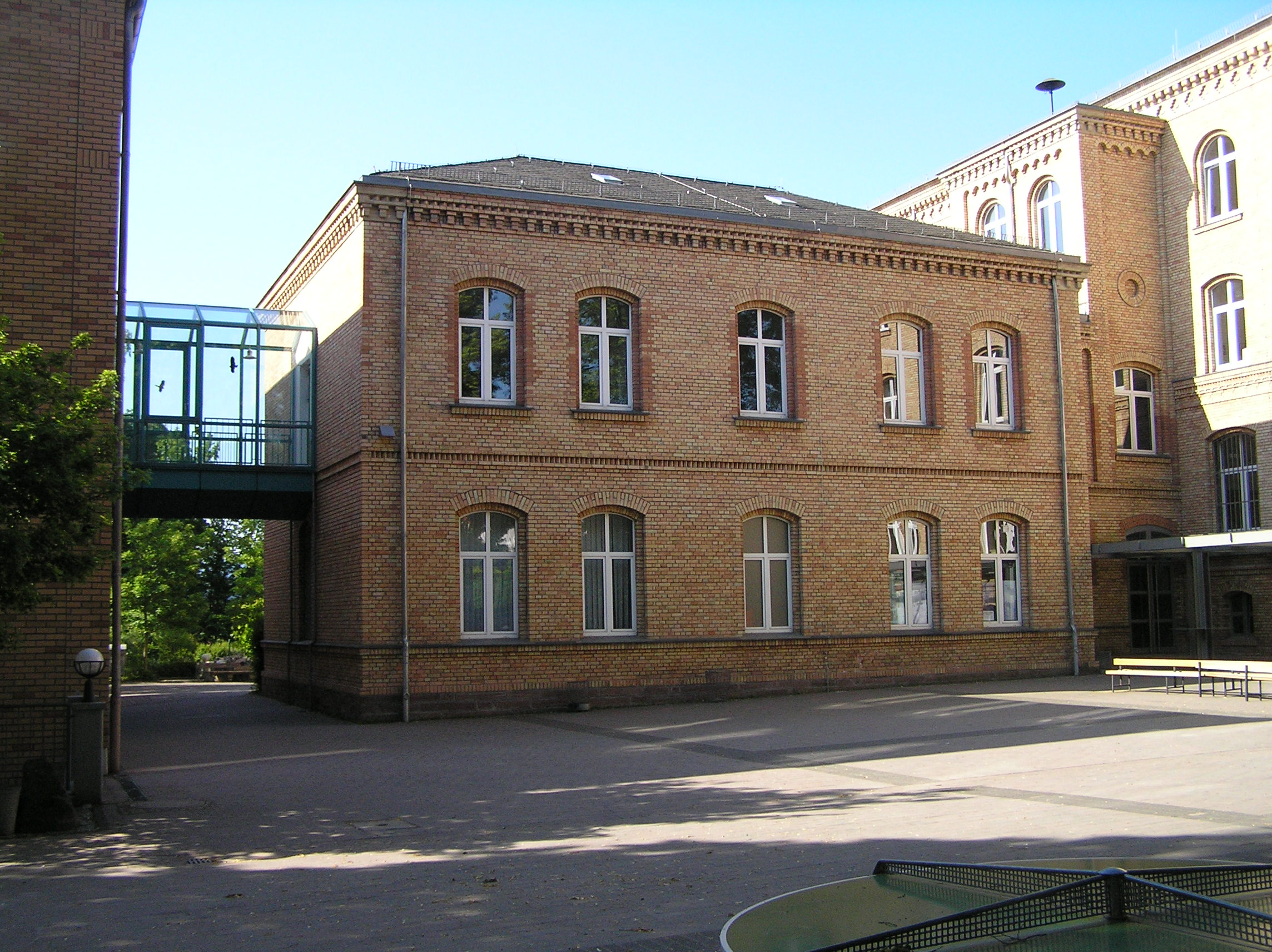
Seitenansicht mit Brücke zum Erweiterungsbau

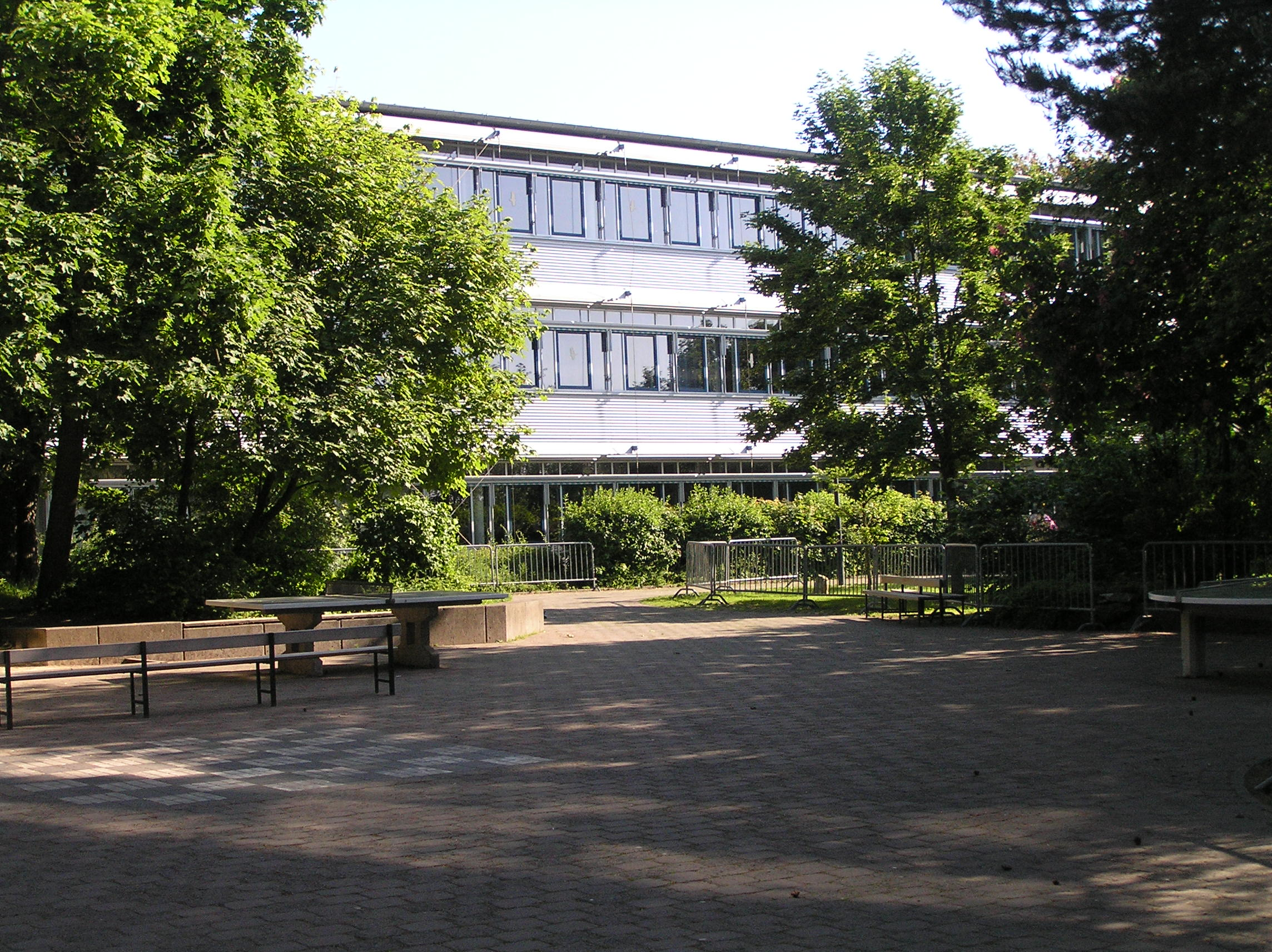
Neues Schulgebäude im Schlossgarten

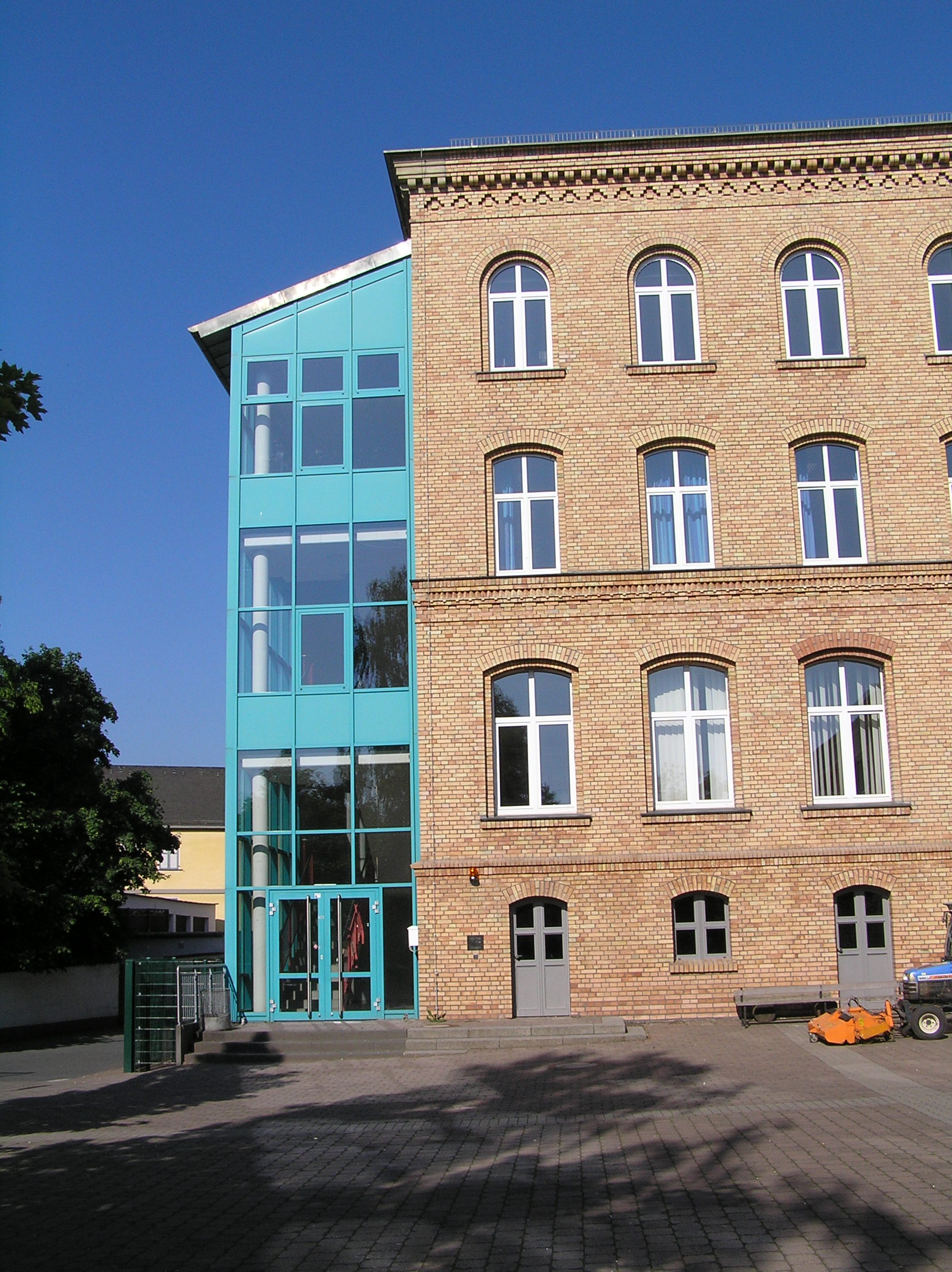
Das angebaute Treppenhaus im Seitenflügel

Die im Schloss untergebrachte Christian-Wirth-Schule (CWS) ist nach dem preußischen Landesdirektor und Landtagsabgeordneten Friedrich Christian Wirth benannt, der sich mit seinem Einsatz für die Bestimmung Usingens als Kreisstadt des Landkreises Usingen verdient gemacht hat.
Bereits ab dem Jahr 1851 wurde das Schloss als Schule genutzt. Damals wurde eine Lehrerbildungsanstalt für evangelische Seminaristen eingerichtet. Im Ersten Weltkrieg wurde das Schloss als Lazarett genutzt.
1922 wurde nach einer Auseinandersetzung über die Schulform die erste Aufbauklasse im Schloss eingerichtet. Seit 1950 bietet die Schule Unterricht ab dem 7. Schuljahr an. Im Jahre 1960 wurde die Förderstufe eingerichtet. In den 1970er Jahren wehrten sich Schüler und Lehrer lange gegen die Pläne des hessischen Kultusministers Ludwig von Friedeburg, die zwangsweise Bildung einer Gesamtschule vorzunehmen. 1976 wurde die CWS mit Haupt- und Realschule zu einer additiven Gesamtschule zusammengeschlossen. Hierbei blieben die einzelnen Schulformen erhalten; sie wurden lediglich organisatorisch zusammengefasst. Nach der Vorstellung der SPD-Landesregierung sollte dies eine Vorstufe zur Bildung einer integrativen Gesamtschule darstellen. Nach der Landtagswahl in Hessen 1987 setzte die CDU ihre Forderung nach Schulfreiheit (also der Wahlfreiheit zwischen Gesamtschule (hier die ARS in Neu-Anspach) und gegliedertem Schulsystem (hier die CWS / KLS in Usingen)) durch. Mit dem Schuljahr 1988/89 wurde der Gymnasialbereich wieder eine selbständige Schule. 2007 wurde G8 (Abitur nach der 12. Jahrgangsstufe) eingeführt; seit dem Schuljahr 2013/14 wird G8 und G9 parallel angeboten. Die Schule ist heute ein Gymnasium mit besonderer musikalischer Förderung und hat ca. 1.400 Schüler.

### Schulerweiterung
Neben dem eigentlichen Schlossgebäude sind im ehemaligen Schlossgarten weitere Anbauten errichtet worden.
Die CWS wurde in mehreren Ausbaustufen umfangreich erweitert. Nachdem in den 1970er Jahren die Schülerzahlen massiv stiegen, wurden Mitte der 1980er Jahre im Schulgarten weitere Klassenräume in Pavillons untergebracht. Mit der Abschaffung der Förderstufe in Hessen wurden zusätzlich 5. und 6. Klassen eingerichtet. Der damit verbundene Raumbedarf machte Erweiterungsgebäude unvermeidlich. So wurde das Toilettengebäude auf dem Schulhof abgerissen und ein Neubau errichtet, der über eine Brücke mit dem alten Zentralgebäude verbunden war. Die ehemaligen Fachräume für Naturwissenschaften wurden durch den Anbau eines Treppenhauses neu erschlossen. Anstelle der Pavillons wurde ein Neubau mit Klassenräumen erbaut. Auch die Sportmöglichkeiten wurden massiv erweitert. Während früher der Sportunterricht im ehemaligen fürstlichen Marstall (von den Schülern despektierlich, aber zutreffend „Bruchbude“ genannt) stattfand, wurde Ende der 1980er Jahre eine neue Turnhalle und 15 Jahre später eine zweite moderne Sporthalle unterhalb des Taunusbades gebaut.
Im Jahr 2010 wurde im März die neue Mensa mit einer kleinen Aula eröffnet. Außerdem gibt es ein aus Modulen zusammengesetztes Gebäude, welches als Provisorium gedacht war, aber dauerhaft im Schulbetrieb genutzt wird. Alle zwei Jahre findet Ende November das sogenannte Winterfest statt, zu dem die ehemaligen Schüler und Lehrer eingeladen sind.

### Ehemalige Schüler
Ehemalige Schüler sind u. a.
- der Landtagsabgeordnete der CDU im Hessischen Landtag[5] Holger Bellino (Abitur 1977)
- Usingens ehemaliger Bürgermeister und späterer Erster Beigeordneter im Planungsverband Ballungsraum Frankfurt/Rhein-Main, der jetzt als Direktor des Hessischen Landkreistags tätig ist, Matthias Drexelius (Abitur 1985)
- der Soziologe Carsten Stark (Abitur 1985)
- der Heldentenor Heiko Börner (Abitur 1985)
- der Physiker Andreas Ratka (Abitur 1986)
- der ehemalige Bundestagsabgeordnete Holger Haibach (Abitur 1991)
- die Autorin Charlotte Link
- der Schauspieler Christian Meyer (Abitur 2002)
- der Kulturjournalist und Filmemacher  Georg Peter Bermbach (* 6. Oktober 1931 in Usingen im Taunus)
- der Landtagsabgeordnete Sebastian Sommer